# Messene (figlia di Triopa)
Messene (in greco antico: Μεσσήνη?, Messénē) è un personaggio della mitologia greca. Fu una principessa di Argo ed eponima della Messenia.

## Genealogia
Figlia di Triopa, sposò Policaone.
Non risulta essere stata madre.

## Mitologia
Fu una donna decisa e ambiziosa e dopo la morte di Lelego (suo suocero e re di Laconia), non accettò il fatto che il regno spettasse al cognato Milete. Così radunò dei combattenti provenienti sia da Argo sia dalla Laconia e assieme al marito invase un territorio confinante (e che prese in seguito il nome di Messenia) e una volta conquistato, vi fondò con il marito la città di Andania dove in seguito fecero costruire il loro palazzo. 

La sua effigie era sulle monete del regno e si dice che vi abbia anche introdotto i misteri eleusini.
Dopo che Glauco (figlio di Epito), costruì un heroon in suo onore gli abitanti della Messenia la venerarono come eroina eponima.